# Neocassandra
 (novembre 2023).
Neocassandra mica
Genre
Espèce
Neocassandra est un genre fossile de poissons à nageoires rayonnées de l’ordre des Myctophiformes. Une seule espèce est connue, Neocassandra mica (Daniltchenko, 1968).

## Répartition
Des restes fossiles de Neocassandra datant de l'Yprésien de l'Éocène inférieur ont été mis au jour au Turkménistan,.

## Classification
Le genre Neocassandra et l'espèce Neocassandra mica sont créés et décrits en 1968 par le paléontologue P. G. Daniltshenko (d),,.

### Sous-famille
En 2006, l'ichtyologiste russe Artem Mikhailovich Prokofiev (d) classe le genre Neocassandra dans la sous-famille fossile des Sardinioidinae,.